# Auto-brewery syndrome
Auto-brewery syndrome eller gut fermentation syndrome er en sjælden medicinsk tilstand, hvor berusende mængder af ætanol bliver produceret af endogen fermentation i fordøjelsessystemet. Blandt andet en type af gær Saccharomyces cerevisiae, er blevet identificeret som en patogen for denne tilstand. Senere forskning har også vist at Klebsiella pneumoniae bakterien kan omdanne kulhydrater til ætanol i fordøjelsessystemet, hvilket kan accelerere Non-alcoholic fatty liver disease.